# 突厥弓背蚁
突厥弓背蚁（学名：Camponotus turkestanicus） 又称土耳其弓背蚁，是弓背蚁属的一种，由意大利昆虫学家 Emery 首次于 1887年描述。

## 描述

### 早期中文错译
该物种的种加名“turkestanicus”与中亚弓背蚁“turkestanus”有着极度相似之处。早期的中亚弓背蚁又因为翻译错误而变成了“土耳其弓背蚁”，再加上该两种容易被人混淆，因此突厥弓背蚁被错误的叫成了土耳其弓背蚁。

### 分类与分布
该物种曾被记录于约旦，但该地区的记录很有可能是错误的，因为突厥弓背蚁的分布更偏向东部地区（包括俄罗斯欧洲部分的东部地区、伊朗以及中亚地区）。此外，该物种也很有可能与同样来自中亚干旱地区的中亚弓背蚁（Camponotus turkestanus）混淆了。虽然该两个物种为完全不同的物种，但由于其学名却过于相似，仅仅相差两个字母而被混淆在一起。因此，约旦地区的该两个物种的记录都需要重新验证。
该物种分布于中国的新疆（五家渠、乌苏、英吉沙、于田、轮台、哈密、阜康）、俄罗斯（欧洲部分东南部），哈萨克斯坦，阿富汗，吉尔吉斯斯坦，伊朗以及中亚地区。 主要生活于古北区。 模式产地为突厥斯坦。
2018年，帕沙伊·拉德（Pashaei Rad）等人在伊朗干旱地区的一个花园里发现该种。
该物种在泥质龟裂土中筑巢，通常生活在海拔 600-700 米的灌木丛。该种为中生性草原和半荒漠种，喜欢干旱，因此为土栖蚂蚁。 除此之外，中亚干旱地区的弓背蚁还包括了但不限于费氏弓背蚁（Camponous fedtschenkoi）和中亚弓背蚁（Camponotus turkestanus）等。

### 外观描述及习惯
该物种活跃于清晨至傍晚。头部和胸部主要为红棕色，腹部为黑色。体型为中型，工蚁长 7-13mm（包括大型工蚁品级）；蚁后为 15-17 mm：雄蚁则为 8-9.5mm。触角很长，延伸到头部的枕骨边缘之外。头部底部有大量的细毛。脸颊或足部上没有过多的毛发。胸部和腹部之间的结节由一段具有垂直鳞片的叶柄组成。
该物种的婚飞事件大多发生在 4月至 5月。